# Scolopsis affinis
Scolopsis affinis là một loài cá biển thuộc chi Scolopsis trong họ Cá lượng. Loài này được mô tả lần đầu tiên vào năm 1877.

## Từ nguyên
Tính từ định danh affinis trong tiếng Latinh nghĩa là "có liên quan", hàm ý đề cập đến sự tương đồng của loài cá này với Scolopsis bimaculata.

## Phân bố và môi trường sống
Từ biển Andaman, S. affinis có phân bố trải dài về phía đông đến quần đảo Solomon, ngược lên phía bắc đến miền nam Nhật Bản, giới hạn phía nam đến Úc và Nouvelle-Calédonie. S. affinis cũng được ghi nhận tại hòn Cau (Bình Thuận).
S. affinis sinh sống trên nền đáy cát và bùn ở đầm phá và rạn san hô, độ sâu đến ít nhất là 60 m.

## Mô tả
Chiều dài cơ thể lớn nhất được ghi nhận ở S. affinis là 24 cm. Loài này có màu trắng bạc. Mõm và đỉnh đầu màu xám đen. Có sọc vàng nhạt ở hai bên thân, từ sau mắt đến gốc vây đuôi. Vạch xanh lam nhạt nối giữa hai mắt. Vây đuôi màu vàng sẫm. Cá con có sọc nâu sẫm dọc hai bên thân, màu vàng ở thân trên. 
Số gai vây lưng: 10; Số tia vây lưng: 9; Số gai vây hậu môn: 3; Số tia vây hậu môn: 7; Số gai vây bụng: 1; Số tia vây bụng: 5.

## Sử dụng
S. affinis đôi khi được đánh bắt và bày bán với số lượng nhỏ ở các chợ cá.